# ستانيسلاف سكالسكي

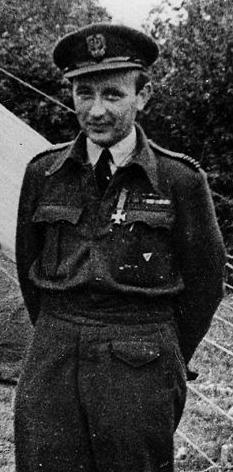
ستانيسلاف سكالسكي

ستانيسلاف سكالسكي (بالبولندية: Stanisław Skalski) طيار بولندي (27 نوفمبر 1915 – 12 نوفمبر 2004) خدم في الحرب العالمية الثانية.

## مسيرته العسكرية
- أثناء غزو بولندا من قبل الألمان في سبتمبر 1939، كان سكالسكي أحد الذين نجت طائراتهم من القصف الألماني في بداية الغزو، وتمكن خلال الحملة من إسقاط 18 طائرة، وهذا رقم كبير مقارنة بإمكانيات بولندا المتواضعة أمام التفوق الألماني الكبير.
- توفي سكالسكي في وارسو في بولندا عام 2004.